# Raton
Raton is een plaats (city) in de Amerikaanse staat New Mexico, en valt bestuurlijk gezien onder Colfax County.

## Demografie
Bij de volkstelling in 2000 werd het aantal inwoners vastgesteld op 7282.
In 2006 is het aantal inwoners door het United States Census Bureau geschat op 6781, een daling van 501 (-6,9%).

## Geografie
Volgens het United States Census Bureau beslaat de plaats een oppervlakte van
19,0 km², geheel bestaande uit land. Raton ligt op ongeveer 2036 m boven zeeniveau.

## Geboren
- Paul Modrich (1946), scheikundige en Nobelprijswinnaar (2015)

## Plaatsen in de nabije omgeving
De onderstaande figuur toont nabijgelegen plaatsen in een straal van 44 km rond Raton.